# Winfried Toll
Winfried Toll (* 1955 in Dorsten) ist ein deutscher Dirigent, Sänger und Komponist.

## Leben
Nach dem Abitur am Collegium Augustinianum Gaesdonck studierte Toll zunächst Theologie und Philosophie in Münster und Freiburg im Breisgau. Nach den Examina folgte das Studium der Komposition, Musiktheorie und Schulmusik bei Klaus Huber und Brian Ferneyhough an der Musikhochschule Freiburg. Nach Abschluss dieses Studiums absolvierte Toll Meisterkurse in Gesang bei Elisabeth Schwarzkopf und Aldo Baldin sowie in Dirigieren bei Helmuth Rilling. Während dieser Zeit trat Toll aber auch schon als Konzert- und Opernsänger auf und hatte selbst einen Lehrauftrag für Gesang an der Freiburger Musikhochschule inne.
Seit 1988 leitet Toll als Dirigent die Camerata Vocale Freiburg, und von 1994 bis 2002 war er Chordirektor des Kölner Bachvereins. Im Jahre 1997 folgte die Berufung zum Professor für Dirigieren an die Hochschule für Musik und Darstellende Kunst Frankfurt am Main und die Wahl zum künstlerischen Leiter der Frankfurter Kantorei. Außerdem ist Toll seit 2007 künstlerischer Leiter des Daejeon Philharmonic Choir in Südkorea. Gastdirigate führten Toll zu verschiedenen renommierten Orchestern und Chören wie der Deutschen Kammerphilharmonie Bremen, dem Gürzenich-Orchester, dem SWR-Vokalensemble Stuttgart oder dem RIAS-Kammerchor. Neben seiner Professur in Frankfurt übernimmt Toll auch immer wieder Gastprofessuren, so in Südkorea, Tschechien, Südafrika und bereits seit 1994 regelmäßig an der Musashino Academia Musicae in Tokio.
Schon seit seiner Studienzeit war Toll auch als Komponist tätig. Für sein Orgelwerk Wegkreuze erhielt er 1980 den Kompositionspreis Altenberger Dom, ebenfalls ausgezeichnet wurde 1981 in Stuttgart seine Komposition Psalm 13 für Soli, Chor und Orchester sowie 1985 sein Wenn ich dein je vergesse für sechzehn Solostimmen und gemischten Chor anlässlich der Internationalen Bachakademie, auch in Stuttgart. Im Jahre 1996 wurde Tolls …und hat über uns Gewalt während des 71. Bachfests der Neuen Bachgesellschaft in Freiburg uraufgeführt, und 2001 beim Stimmen-Festival in Lörrach seine Reverie für Saxophonquartett und Vokalensemble.